# Joeri Michajlov
Joeri Matvejevitsj Michajlov (Russisch: Юрий Матвеевич Михайлов) (Ulitino, 25 juli 1930 - Tver, 15 juli 2008) is een voormalig Russisch langebaanschaatser.
Joeri Michajlov debuteerde in het internationale schaatsen bij de Olympische Winterspelen van 1956 in het Italiaanse Cortina d'Ampezzo, waar de schaatswedstrijden gehouden werden op het nabijgelegen Meer van Misurina. In de voorbereiding op de Winterspelen reed Michajlov een wedstrijd in Davos waar hij het wereldrecord op de 1500 meter aanscherpte tot 2.09,1. Op de Winterspelen schaatste hij opnieuw een wereldrecord evenals landgenoot Jevgeni Grisjin, ze reden beiden 2.08,6 en werden beiden olympisch kampioen.

## Records

### Wereldrecords
| Nr. | Afstand    | Tijd   | Datum           | Baan     |
| --- | ---------- | ------ | --------------- | -------- |
| 1.  | 1500 meter | 2.09,1 | 20 januari 1956 | Davos    |
| 2.  | 1500 meter | 2.08,6 | 30 januari 1956 | Misurina |

#### Wereldrecords laaglandbaan (officieus)
| Nr. | Afstand   | Tijd | Datum            | Baan |
| --- | --------- | ---- | ---------------- | ---- |
| 1.  | 500 meter | 41,9 | 11 februari 1956 | Oslo |

## Resultaten
| Jaar | EK Allround | WK Allround | Olympische Spelen |
| ---- | ----------- | ----------- | ----------------- |
| 1956 | 10e         | 8e          | NF 500m · 1500m   |
| 1957 | 13e         |             |                   |

### Medaillespiegel
| Kampioenschap     | Goud · | Zilver · | Brons · |
| ----------------- | ------ | -------- | ------- |
| Olympische Spelen | 1      | 0        | 0       |

1924: Clas Thunberg ·
1928: Clas Thunberg ·
1932: Jack Shea ·
1936: Charles Mathiesen ·
1948: Sverre Farstad ·
1952: Hjalmar Andersen ·
1956: Jevgeni Grisjin/Joeri Michajlov ·
1960: Jevgeni Grisjin/Roald Aas ·
1964: Ants Antson ·
1968: Kees Verkerk ·
1972: Ard Schenk ·
1976: Jan Egil Storholt ·
1980: Eric Heiden ·
1984: Gaétan Boucher ·
1988: André Hoffmann ·
1992: Johann Olav Koss ·
1994: Johann Olav Koss ·
1998: Ådne Søndrål ·
2002: Derek Parra ·
2006: Enrico Fabris ·
2010: Mark Tuitert ·
2014: Zbigniew Bródka ·
2018: Kjeld Nuis ·
2022: Kjeld Nuis